# Liste des épisodes de Navarro
Cet article présente la liste des différents épisodes de la série télévisée Navarro.

## Épisodes

### Première saison (1989)
1. Folies de flic
2. Un rouleau ne fait pas le printemps
3. La fille d'André

### Deuxième saison (1990)
1. Fils de périph
2. Strip show
3. Barbès de l'aube à l'aurore
4. Mauvaises actions
5. Mort d'une fourmi
6. Le cimetière des éléphants

### Troisième saison (1991)
1. Salade russe
2. Samouraï
3. Billets de sang
4. Le bal des gringos
5. Comme des frères
6. Méprises d'otages
7. Un mort sans avenir
8. Les chasse-neige
9. À l'ami à la mort
10. Mort clinique
11. La mariée était en rouge
12. Enlèvement demandé
13. Dans les cordes

### Quatrième saison (1992)
1. Le collectionneur
2. Le clan des clandestins
3. Le dernier casino
4. Mort d'un témoin

### Cinquième saison (1993)
1. L'étoffe de Navarro
2. Les enfants de nulle part
3. Le voisin du dessus
4. Le contrat
5. Coupable, je présume ?
6. L'honneur de Navarro

### Sixième saison (1994)
1. En suivant la caillera
2. Crime de sang (l’impardonnable)
3. L'échange
4. Un visage d'ange
5. Froid devant !
6. Triste carnaval
7. Les gens de peu

### Septième saison (1995)
1. Fort Navarro
2. Le choix de Navarro
3. Coups bas
4. Femmes en colère
5. Sanglante nostalgie
6. Sentiments mortels
7. Meurtre d'un salaud
8. L'ombre d'un père
9. Les chiffonniers de l'aube
10. L'encaisseur

### Huitième saison (1996)
1. La trahison de Ginou
2. Le fils unique
3. Le cimetière des sentiments

### Neuvième saison (1997)
1. Une femme à l'index
2. Regrettable incident
3. Verdict
4. Le parfum du danger
5. Un mari violent

### Dixième saison (1998)
1. Pleure pas petit homme
2. Un bon flic
3. La colère de Navarro

### Onzième saison (1999)
1. Pas de grève pour le crime
2. Secrets
3. Thomas, l'enfant battu
4. Avec les loups

### Douzième saison (2000)
1. Suicide de flic
2. Esclavage moderne
3. L'émeute
4. Bus de nuit
5. Vengeance aveugle

### Treizième saison (2001)
1. Terreur à domicile
2. Une fille en flammes
3. Jusqu'au bout de la vie
4. Mademoiselle Navarro
5. Graine de macadam

### Quatorzième saison (2002)
1. Promotion macabre
2. Meurtre en famille
3. Le parrain
4. La peau d'un mulet
5. Délocalisation
6. Sur ma vie

### Quinzième saison (2003)
1. Ne pleurez pas Jeannettes
2. Police racket
3. Chute d'un ange
4. Marchand d'hommes
5. Sortie autorisée
6. Flics et trafics
7. Voleurs sans défense

### Seizième saison (2004)
1. Zéro pointé
2. La Revenante
3. Fascinations
4. Les Bourreaux de l'ombre
5. La foire aux sentiments
6. La Machination

### Dix-septième saison (2005)
1. Une affaire brûlante
2. Manipulation
3. Escort blues
4. Une femme aux abois
5. La mort un dimanche

- Hors série : Mademoiselle Navarro

### Dix-huitième saison (2006)
1. Mortelles violences
2. Jour de colère
3. Double meurtre
4. Au cœur du volcan
5. Blessures profondes
6. L'âme en vrac

### Dix-neuvième saison (2007)
1. Adolescence brisée
2. Disparition
3. Familles blessées
4. Ainsi soit-il